# Ulrich Schrade
Ulrich Schrade (ur. 21 lipca 1943 w Patrykach, zm. 15 listopada 2009 w Warszawie) – prof. dr hab., filozof, teoretyk wychowania, etyk – badacz twórczości Henryka Elzenberga i teoretyk myśli konserwatywnej.

## Życiorys
Absolwent I Liceum Ogólnokształcącego im. Adama Mickiewicza w Olsztynie (1961).
W latach 1961–66 studiował pod kierunkiem prof. Bolesława Kasprowicza na Wydziale Morskim WSE w Sopocie; w latach 1966-69 pracował przy budowie Olsztyńskich Zakładów Opon Samochodowych; w latach 1969-1974 odbywał studia doktoranckie pod kierunkiem prof. Bogusława Wolniewicza na Uniwersytecie Warszawskim.
Od 1974 roku związany był z Politechniką Warszawską, a w szczególności z Wydziałem Administracji i Nauk Społecznych. Na tej uczelni uważany jest za współtwórcę szkoły filozofii nauki i techniki oraz teoretyka dydaktyki szkoły wyższej.
Do końca życia pełnił funkcje: Kierownika Zakładu Filozofii Wydziału Administracji i Nauk Społecznych PW, Kierownika Seminarium Pedagogicznego oraz Podyplomowych Studiów Pedagogicznych w PW.
Był członkiem Komisji Dyscyplinarnej Rady Głównej Szkolnictwa Wyższego oraz pełnił funkcję skarbnika Zarządu Głównego Polskiego Towarzystwa Filozoficznego.
Trzonem jego zainteresowań naukowych były problemy szeroko ujętej antropologii i aksjologii oraz pedagogiki. Był profesorem Politechniki Warszawskiej; wykładał również na Akademii Humanistycznej im. Aleksandra Gieysztora w Pułtusku.
Pochowany na cmentarzu w Klebarku Wielkim.

## Odznaczenia
- Złoty Krzyż Zasługi, 2004[6]
- Medal Komisji Edukacji Narodowej, 1991
- Medal Pamiątkowy XX-lecia Solidarności PW
- Odznaka "Za zasługi dla województwa ostrołęckiego"
- Medal 100-lecia Odnowienia Tradycji Politechniki Warszawskiej 2015 (pośmiertnie)

## Wybrane publikacje
- Idea humanizmu w świetle aksjologii Henryka Elzenberga, 1986.
- Etyka. Główne systemy, 1992.
- Nurty filozofii współczesnej, trzy wydania – 1997, 2003, 2010.
- Międzywojenna polska myśl narodowa. Od patriotyzmu do globalizmu, 2004.
- Dydaktyka szkoły wyższej. Wybrane problemy. (red.), 2010.